# 横井勝彦
横井 勝彦（よこい かつひこ、1954年 - ）は、日本の経済学者・歴史学者。専門は、国際経済史・近代イギリス経済史・日英経済関係史・武器移転。1982年明治大学大学院商学研究科博士課程単位取得退学の後、明治大学商学部教授。愛知県名古屋市出身。

## 著書

### 単著
- 『アジアの海の大英帝国　19世紀海洋支配の構図』（同文舘出版、1988年/講談社学術文庫、2004年）
- 『大英帝国の<死の商人>』（講談社選書メチエ、1997年）

### 編著
- 『日英経済史』（日本経済評論社、2006年）

### 共著
- （奈倉文二・小野塚知二）『日英兵器産業とシーメンス事件　武器移転の国際経済史』（日本経済評論社、2003年）

### 共編著
- （奈倉文二）『日英兵器産業史　武器移転の経済史的研究』（日本経済評論社、2005年）
- （小野塚知二）『軍拡と武器移転の世界史　兵器はなぜ容易に広まったのか』（日本経済評論社、2012年）

### 訳書
- H.B.ピーブルス『クライド造船業と英国海軍　軍艦建造の企業分析1889～1939年』（日本経済評論社、1992年）
- （山本正）アンドリュー・N.ポーター編著『大英帝国歴史地図　イギリスの海外進出の軌跡「1480年～現代」』（東洋書林、1996年）